# Louis François Mendy
Pour les articles homonymes, voir Mendy.
Louis François Mendy, né le 2 mars 1999, est un hurdleur sénégalais.

## Carrière
Louis François Mendy obtient la médaille d'argent du 110 mètres haies aux Championnats d'Afrique juniors d'athlétisme 2017 à Tlemcen et la médaille d'or dans cette même discipline aux Championnats d'Afrique de l'Ouest 2019 à Niamey.
Il est médaillé de bronze du 110 mètres haies aux Jeux africains de 2019 à Rabat.
Il participe aux Jeux olympiques d'été de 2020 à Tokyo et remporte  la médaille d'argent du 110 mètres haies aux Jeux de la solidarité islamique de 2021 à Konya.
Il est médaillé d'or du 110 mètres haies aux Jeux africains de 2023 à Accra puis aux Championnats d'Afrique d'athlétisme 2024 à Douala.
Il est nommé porte-drapeau de la délégation du Sénégal aux Jeux olympiques d'été de 2024 à Paris aux côtés de la céiste Combe Seck.

## Palmarès
| Date | Compétition                     | Lieu         | Résultat    | Épreuve     | Temps         |
| ---- | ------------------------------- | ------------ | ----------- | ----------- | ------------- |
| 2017 | Championnats d'Afrique juniors  | Tlemcen      | 2e          | 110 m haies | 13 s 92       |
| 2017 | Championnats d'Afrique juniors  | Tlemcen      | 6e          | 4 × 400 m   | 3 min 22 s 34 |
| 2019 | Jeux africains                  | Rabat        | 3e          | 110 m haies | 14 s 05       |
| 2019 | Championnats du monde           | Doha         | Séries      | 110 m haies | 13 s 75       |
| 2021 | Jeux olympiques                 | Tokyo        | Séries      | 110 m haies | 13 s 84       |
| 2022 | Championnats du monde en salle  | Belgrade     | Séries      | 60 m haies  | 7 s 95        |
| 2022 | Championnats d'Afrique          | Saint-Pierre | Séries      | 200 m       | 21 s 57       |
| 2022 | Championnats du monde           | Eugene       | Séries      | 110 m haies | 13 s 70       |
| 2022 | Jeux de la solidarité islamique | Konya        | 2e          | 110 m haies | 13 s 28       |
| 2023 | Jeux de la Francophonie         | Kinshasa     | 1er         | 110 m haies | 13 s 38       |
| 2023 | Jeux de la Francophonie         | Kinshasa     | 2e          | 4 × 100 m   | 39 s 66       |
| 2023 | Championnats du monde           | Budapest     | Demi-finale | 110 m haies | Faux départ   |
| 2024 | Jeux africains                  | Accra        | 1er         | 110 m haies | 13 s 61       |
| 2024 | Championnats d'Afrique          | Douala       | 1er         | 110 m haies | 13 s 49       |

## Records
| Épreuve     | Épreuve   | Marque       | Lieu   | Date             |
| ----------- | --------- | ------------ | ------ | ---------------- |
| 60 m haies  | En salle  | 7 s 82       | Reims  | 5 février 2020   |
| 110 m haies | Plein air | 13 s 18 (NR) | Troyes | 1er juillet 2023 |